# System językowy
System językowy – język jako system, czyli uporządkowany wewnętrznie i posiadający określoną strukturę układ elementów; innymi słowy jest to język pojmowany jako zbiór elementów i zbiór relacji (wzajemnych zależności), które zachodzą między tymi elementami, zgrupowanymi na różnych płaszczyznach.
System językowy jest tworzony przez szereg hierarchicznie uporządkowanych poziomów językowych. Na szczycie hierarchii znajduje się system funkcji językowych, który wyznacza ramy dla systemu znaków i systemu konstrukcji. W obrębie tej struktury system fonemów jest nadrzędny wobec systemu cech dystynktywnych, ale jednocześnie podporządkowany systemowi morfemów.
Sam system językowy nie funkcjonuje w izolacji; stanowi część szerszego systemu zachowań werbalnych, który wraz z systemami pozajęzykowymi (takimi jak gestykulacja czy mimika) składa się na ludzkie zachowania komunikacyjne.
Na systemowość języka w sposób wyraźny pierwszy zwrócił uwagę szwajcarski językoznawca Ferdinand de Saussure (zob. strukturalizm), który ujmował język (langue) jako konwencjonalny system znaków umożliwiających porozumiewanie się w obrębie danej społeczności. Na tej podstawie naukę o języku traktował jako część semiotyki.